# Lac Swiftcurrent
Le  lac Swiftcurrent est un lac situé dans la région de Many Glacier dans le parc national de Glacier dans l'État du Montana aux États-Unis. 
Le plus grand hôtel du parc nommé Many Glacier Hotel est localisé sur la rive orientale du lac Swiftcurrent. De nombreux sentiers de randonnées partent de cet endroit et des balades en bateaux sont possibles sur ce dernier.
Le lac est logé à 1 486 mètres d’altitude et les autres lacs à proximité sont le lac Sherburne à l'est et le lac Josephine au sud-ouest. Les montagnes situées à l’ouest du lac grimpent rapidement de plus de 900 mètres. Le glacier Grinnell est un des glaciers qui alimente en eau le lac Swiftcurrent.
Le mont Gould, le Grinnell Point et le Mont Wilbur sont les principaux sommets à proximité du lac.